# Beilschmiedia tarairi
Beilschmiedia tarairi é uma espécie de angiosperma da família Lauraceae, endêmica da Nova Zelândia. Na língua maori é conhecida como taraire.